# Amadora
Amadora [ɐmɐˈdoɾɐ] ist eine Stadt (bzw. ein Município) in Portugal, die zum Distrikt Lissabon, zur Region Lisboa e Vale do Tejo und zur Unterregion Groß-Lissabon gehört. Sie hat über 175.000 Einwohner (2011). Amadora ist eine Vorstadt Lissabons und wird von vielen Pendlern, die in Lissabon arbeiten, bewohnt.

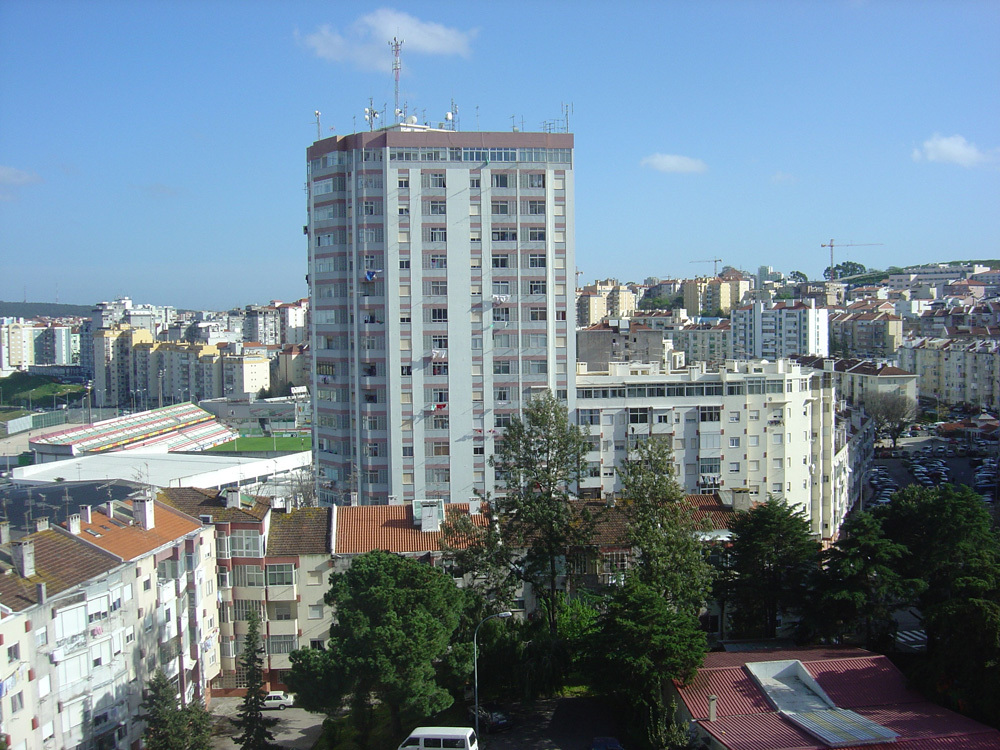
Blick auf das Zentrum von Amadora

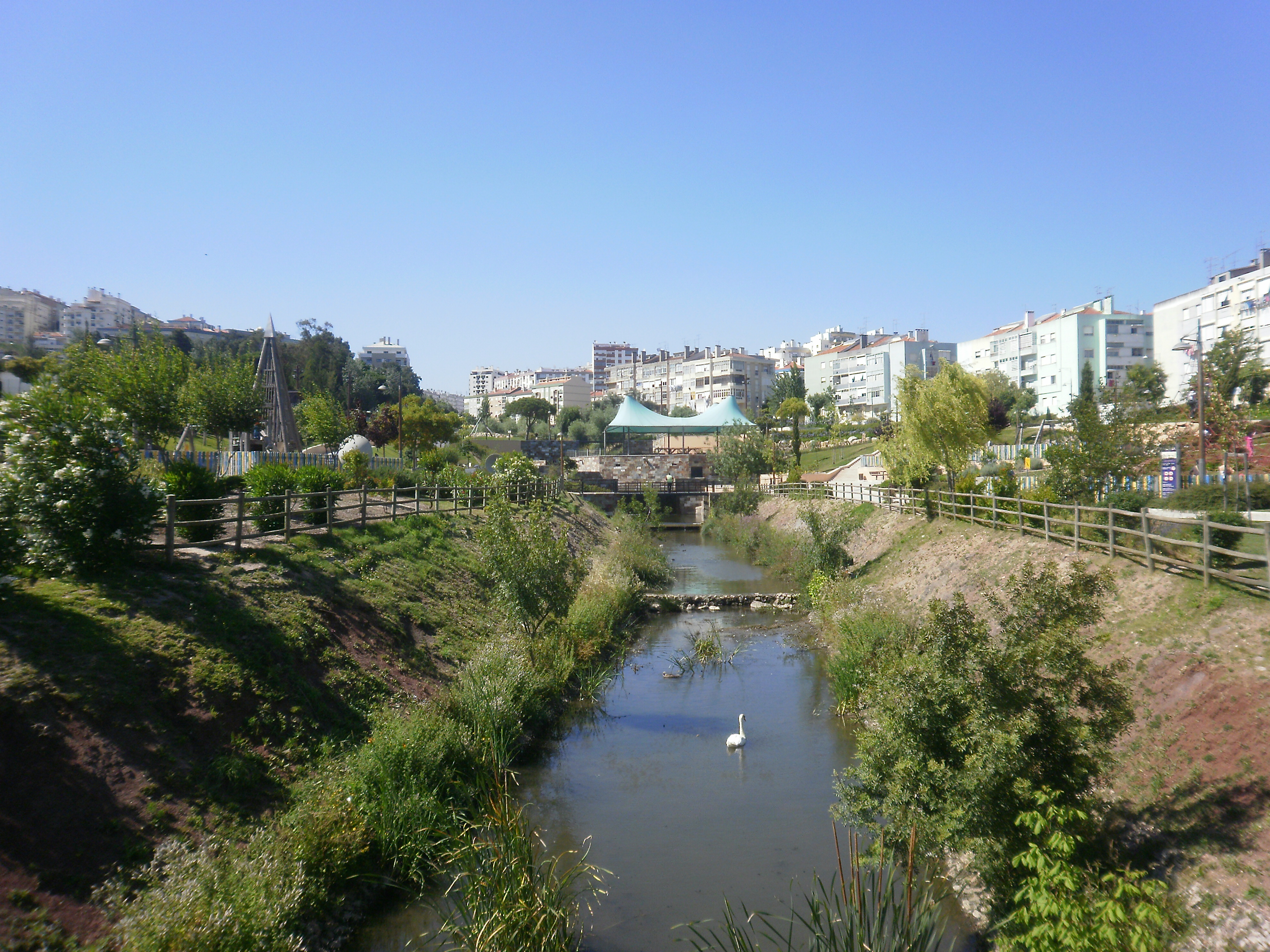
Im Stadtpark Parque Falagueira

## Geschichte

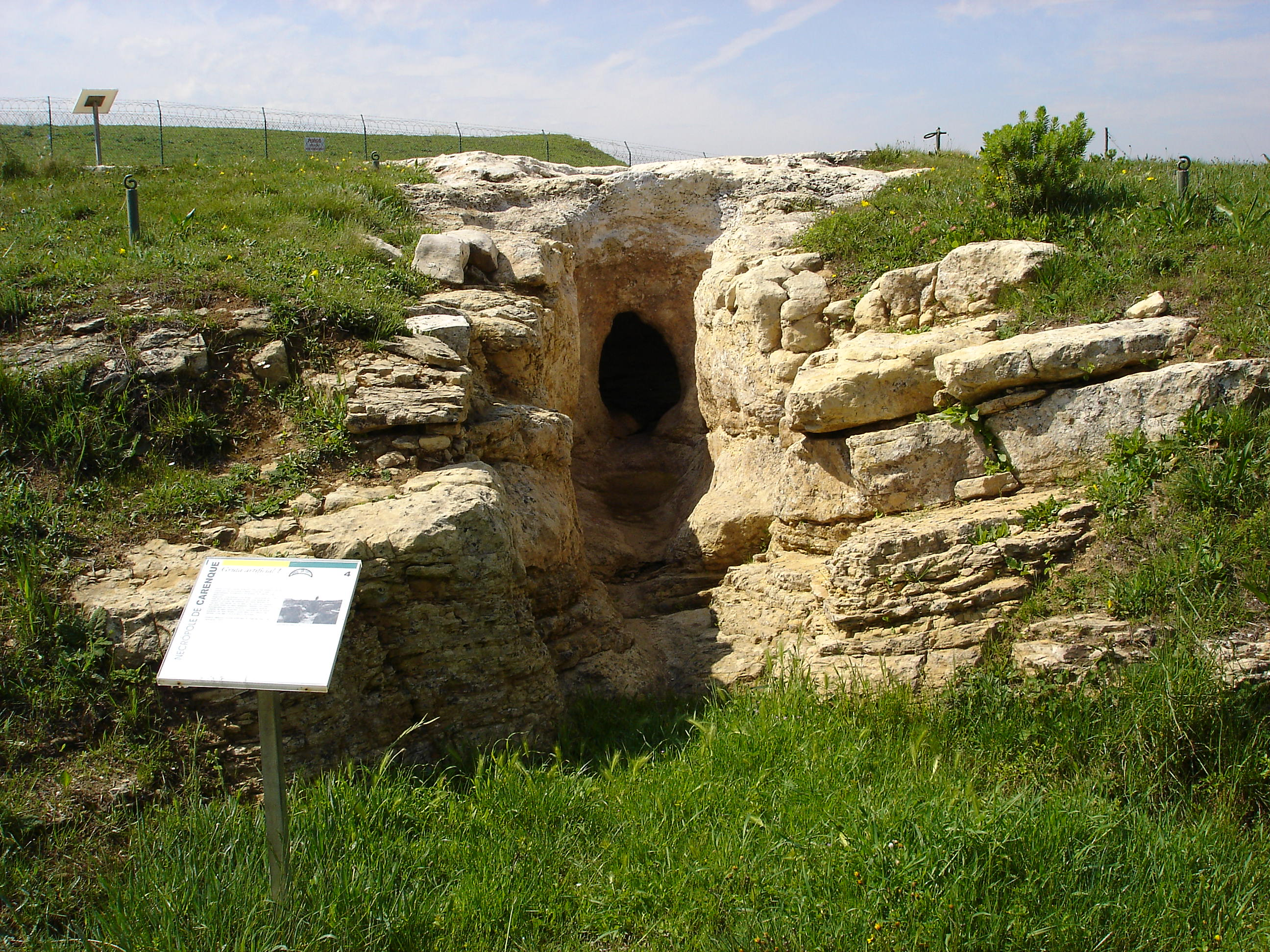
Die archäologischen Ausgrabungen von Carenque

Eine Vielzahl von archäologischen Ausgrabungen belegen die Besiedlung seit der Altsteinzeit, über die jungsteinzeitlichen Grabstätten der Nekropole von Carenque und Funden aus der Kupfer-, Bronze- und Eisenzeit, bis den Spuren der römischen Besatzung bis zum 3./4. Jahrhundert n. Chr., etwa das römische Aquädukt.
Ab dem 15. bis etwa dem 17. Jahrhundert ließen sich verschiedene wohlhabende Familien hier nieder und errichteten Landgüter, von den fruchtbaren Feldern, der Landruhe, und der Nähe zur Hauptstadt angelockt. In Folge des Baus des Aquäduktes Aqueduto das Águas Livres 1732 nahm die Bevölkerung weiter zu, ebenso die Zahl der Straßen und erster Industriebetriebe. Anfang des 20. Jahrhunderts strebt eine Gruppe von Bürgern hier die Schaffung einer Gartenstadt (port.: Cidade jardim) an, die die Strukturen einer Stadt vorbeugend mit der Natur zusammenbringen soll. Der bisherige Hauptort der Gemeinde, Porcalhota (dt. etwa: Die Schweinige), wurde 1907 von König Carlos I. in Amadora umbenannt, auf Bestreben der Bevölkerung. Von 1909 bis 1916 nahm Amadora eine deutliche Entwicklung, die den Lebensstandard der Wohnbevölkerung weiter anhob. 1916 wurde Amadora eine eigenständige Gemeinde im Kreis Oeiras. Die industrielle Entwicklung Amadoras nahm weiter zu, und zunehmend wohnten nun auch Arbeiter hier. Das rasante Wachstum des Ortes überholte nun alle Überlegungen zur Stadtplanung.
1937 wurde Amadora zur Vila (Kleinstadt) erhoben, und verzeichnete bis 1950 eine weiter stark steigende Bevölkerungszahl. 1979 wurde der Ort zur Cidade (Stadt) erhoben, und im gleichen Jahr, als erster neugeschaffener Kreis nach
der Nelkenrevolution in Portugal, Sitz eines eigenständigen Kreises (Concelho).

## Verwaltung

### Kreis

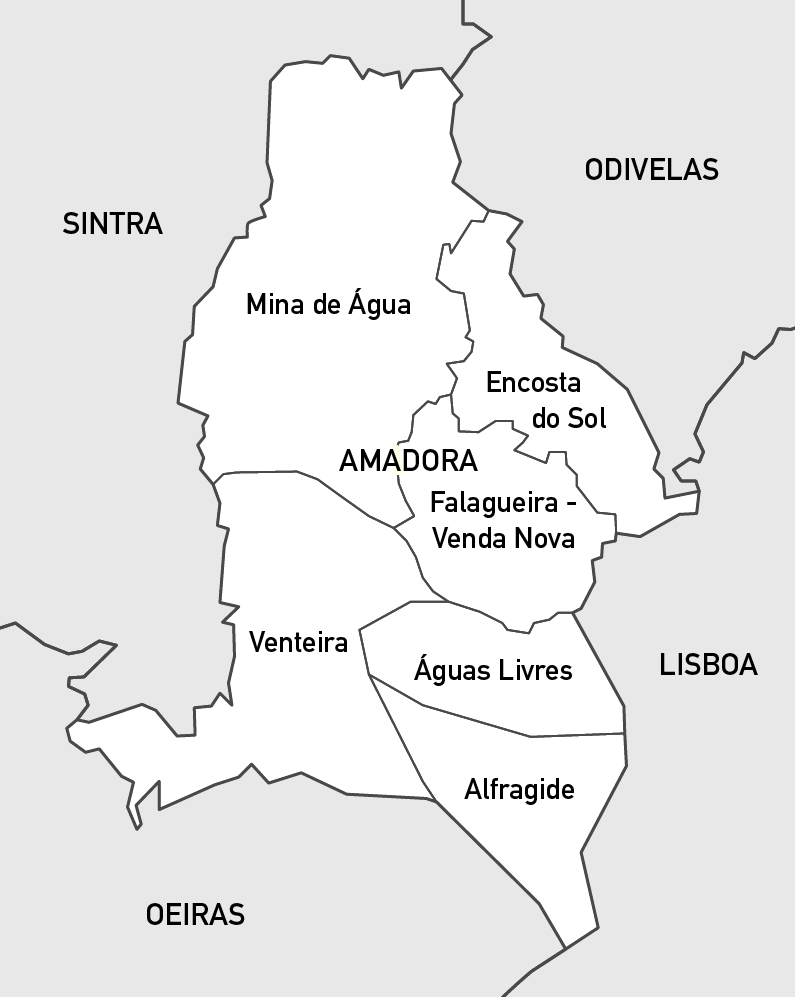
Freguesias von Amadora

Der Concelho (Stadtkreis) Amadora ist mit 23,77 km² flächenmäßig einer der kleinsten Portugals und der am dichtesten besiedelte. Er ist unterteilt in sechs Gemeinden (Freguesias). Nachbarkreise sind Odivelas im Nordosten, Lissabon im Südosten, Oeiras im Süden und Westen sowie Sintra im Westen und Norden.
Die Gemeinden des Kreises Amadora sind:

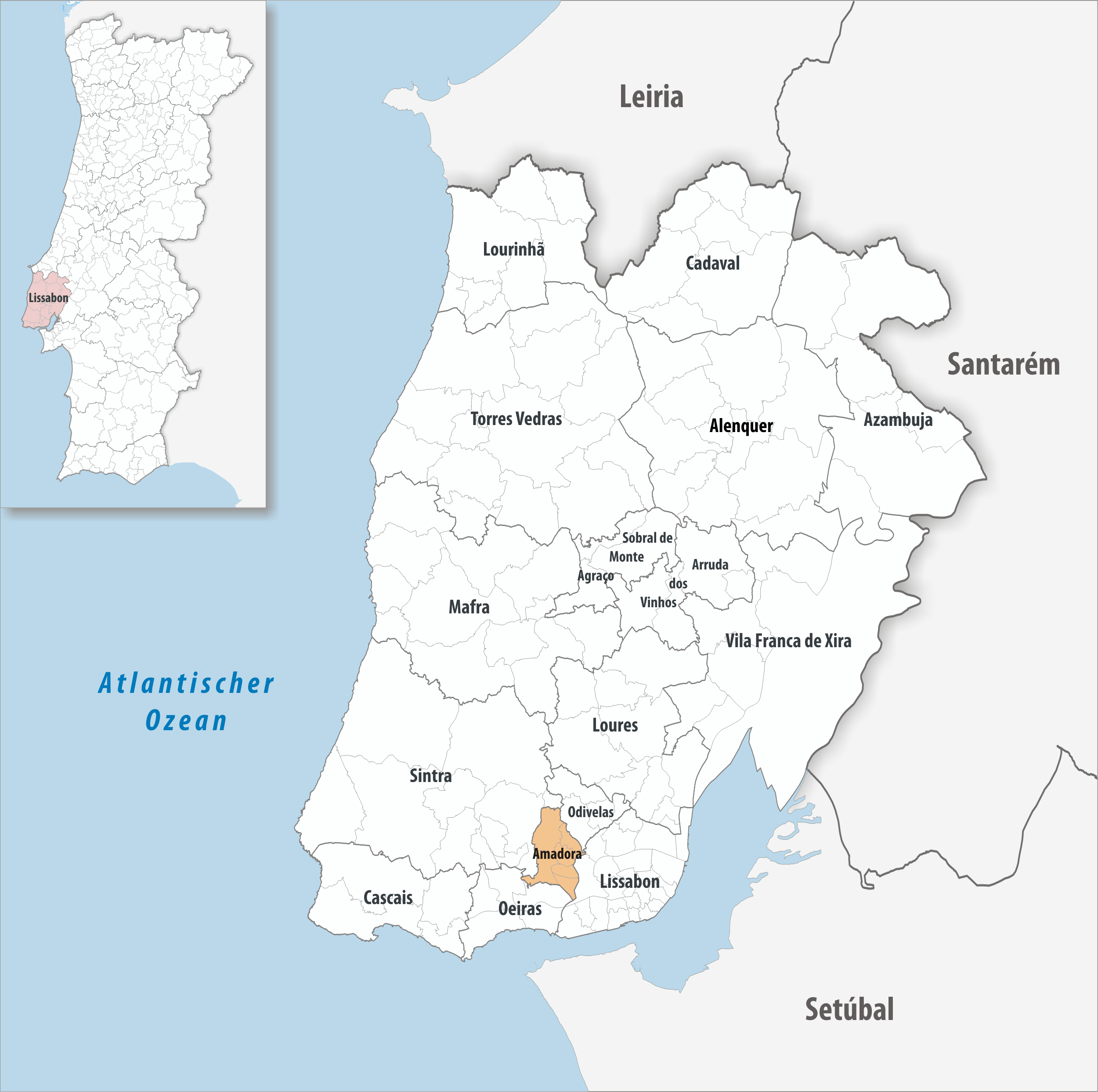
Kreis Amadora

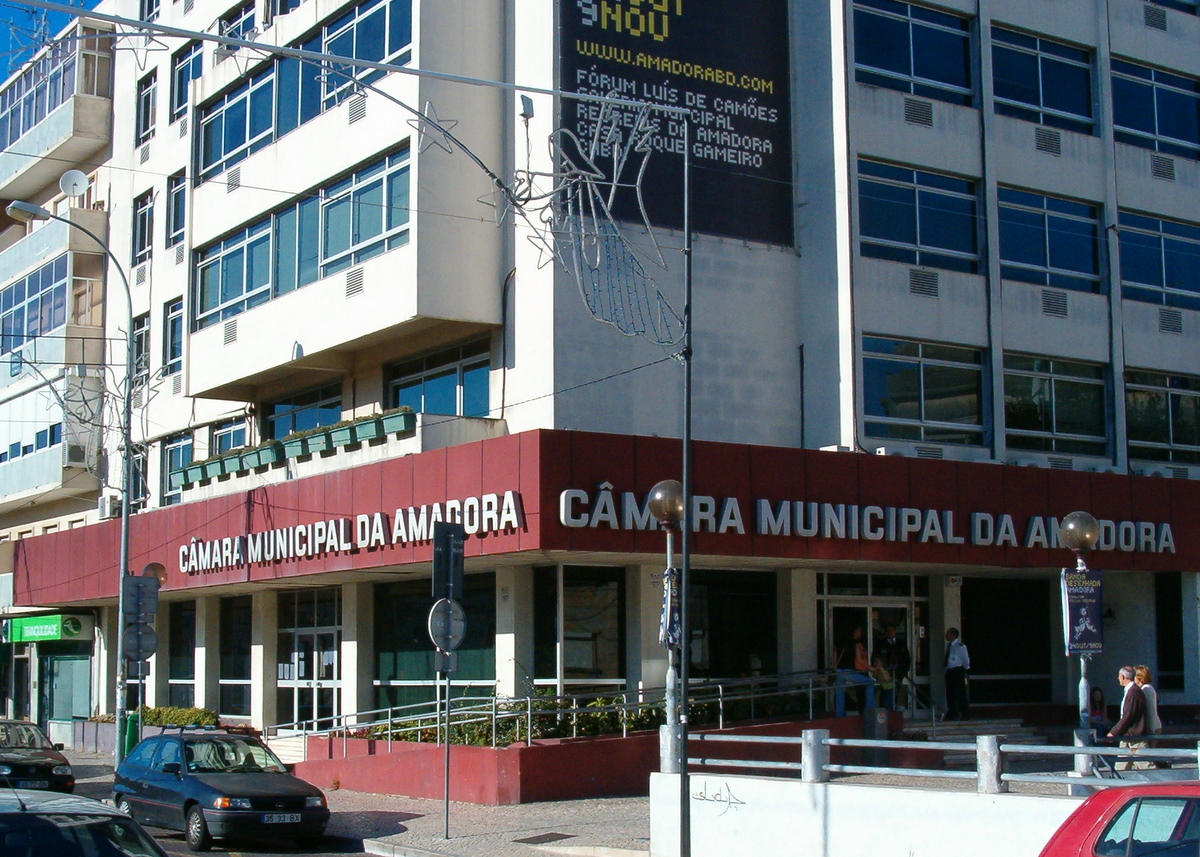
Das Rathaus (Câmara Municipal) von Amadora

| Gemeinde              | Einwohner (2021) | Fläche km² | Dichte Einw./km² | LAU- Code |
| --------------------- | ---------------- | ---------- | ---------------- | --------- |
| Águas Livres          | 37.607           | 2,21       | 16.995           | 111513    |
| Alfragide             | 16.837           | 2,51       | 6.705            | 111512    |
| Encosta do Sol        | 27.093           | 2,80       | 9.669            | 111514    |
| Falagueira-Venda Nova | 20.788           | 2,86       | 7.275            | 111515    |
| Mina de Água          | 42.961           | 8,09       | 5.309            | 111516    |
| Venteira              | 26.168           | 5,31       | 4.929            | 111517    |
| Kreis Amadora         | 171.454          | 23,78      | 7.210            | 1115      |

### Bevölkerungsentwicklung
| Einwohnerzahl im Kreis Amadora (1981–2011) | Einwohnerzahl im Kreis Amadora (1981–2011) | Einwohnerzahl im Kreis Amadora (1981–2011) | Einwohnerzahl im Kreis Amadora (1981–2011) | Einwohnerzahl im Kreis Amadora (1981–2011) |
| ------------------------------------------ | ------------------------------------------ | ------------------------------------------ | ------------------------------------------ | ------------------------------------------ |
| 1981                                       | 1991                                       | 2001                                       | 2011                                       |                                            |
| 163 878                                    | 181 774                                    | 175 872                                    | 175 558                                    |                                            |

### Kommunaler Feiertag
- 11. September

### Städtepartnerschaften

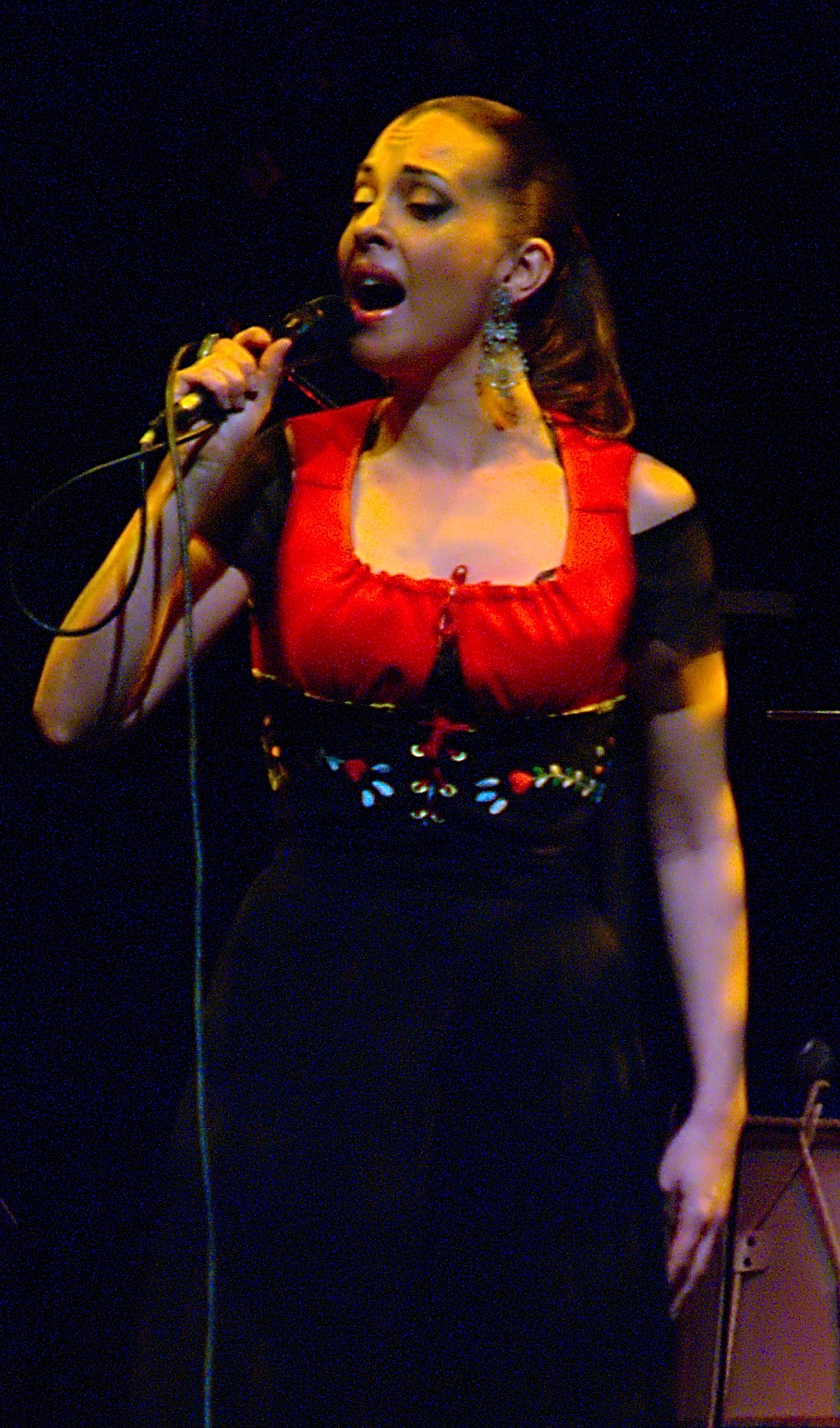
Teresa Salgueiro (2009)

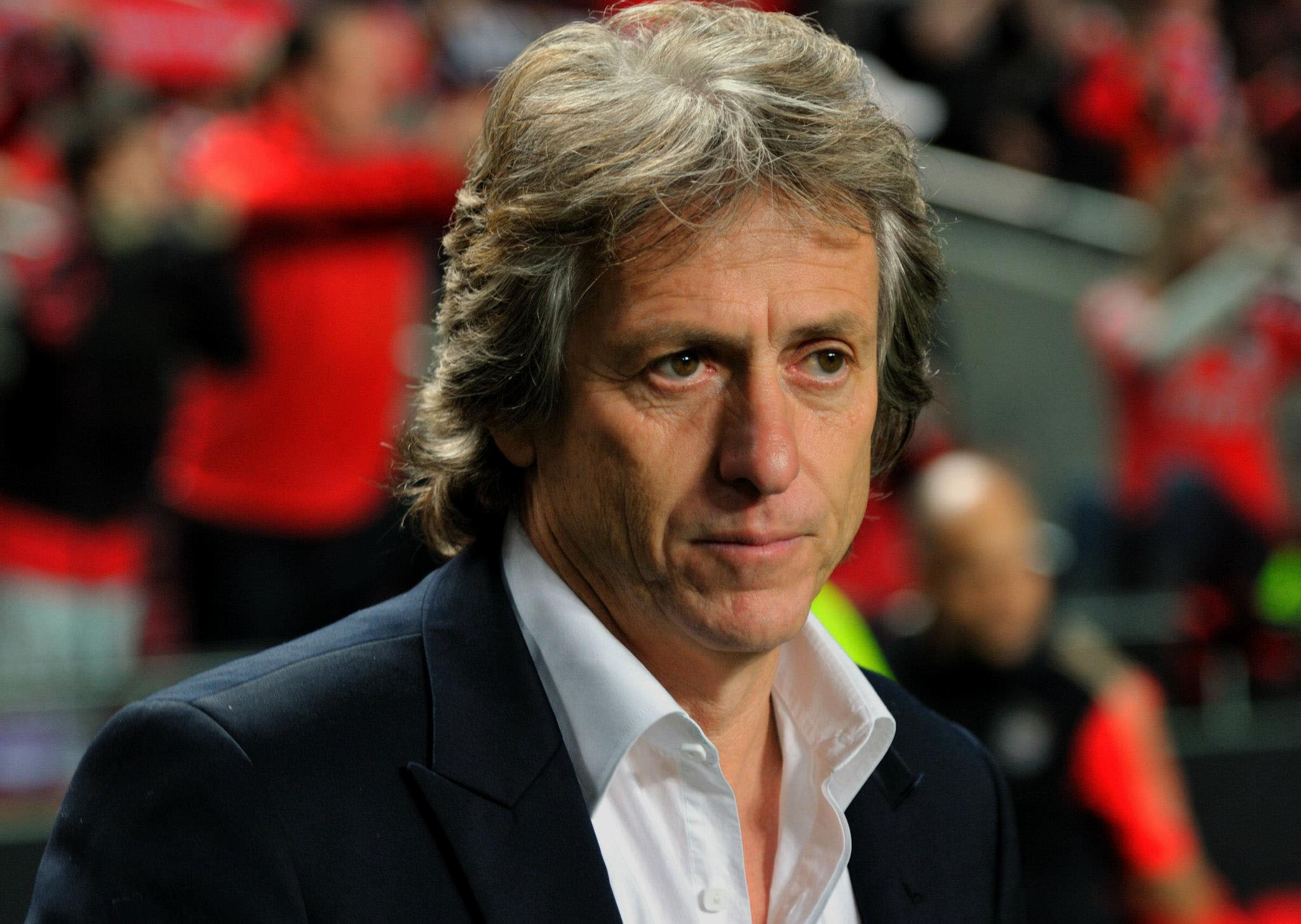
Jorge Jesus (2011)

- Kap Verde: Tarrafal (seit 1989)
- Angola: Huambo (seit 1999)
- Brasilien: Piracicaba (seit 2000)[5]

## Persönlichkeiten

### Söhne und Töchter der Stadt
- Beata Maria Clara do Menino Jesus (1843–1899), seliggesprochene Nonne
- Ruy Roque Gameiro (1906–1935), Bildhauer
- Cruzeiro Seixas (1920–2020), Maler, Lyriker, Aktivist des Surrealismus
- Vasco Callixto (* 1925), Journalist, Autor insbesondere von Reise- und Motorsportliteratur
- Maria Adelina Duarte (1930–2022), Schauspielerin
- Maria José Valério (* 1933), Sängerin
- Luís Mira Amaral (* 1945), Ingenieur, Manager und Politiker, mehrmaliger Minister
- António Garcia Barreto (* 1948), Schriftsteller
- Mário de Carvalho (* 1950), Kameramann
- Jorge Jesus (* 1954), Fußballtrainer
- Rogério Samora (1958–2021), Schauspieler
- Rui Guilhoto Loureiro (* 1960), Psychologe, Hochschullehrer, Forscher und Autor
- João Baião (* 1963), Schauspieler und Fernsehmoderator
- José Miguel Ribeiro (* 1966), Regisseur
- Teresa Salgueiro (* 1969), Sängerin
- Rui Costa (* 1972), Fußballspieler
- Carla Chambel (* 1976), Schauspielerin
- Valete (* 1981), Rapper
- Ricardo André (* 1982), Fußballspieler
- João Vítor Rocha de Carvalho Moreira (* 1986), Fußballspieler
- Nani (* 1986), Fußballspieler
- Diogo Salomão (* 1988), Fußballspieler
- Rúben Semedo (* 1994), Fußballspieler
- Diana Silva (* 1995), Fußball-Nationalspielerin
- Rúben Dias (* 1997), Fußballspieler
- Romário Leitão (* 1997), Leichtathlet aus São Tomé und Príncipe
- Renato Júnior Luz Sanches (* 1997), Fußballspieler
- Thierry Correia (* 1999), Fußballspieler
- Vasco Vilaça (* 1999), Triathlet
- Tiago Djaló (* 2000), Fußballspieler

### Mit Amadora verbunden
Der portugiesische Fußballnationalspieler Luís Carlos Almeida da Cunha, kurz Nani, lebt in Amadora.
Die international bekannte Musikgruppe Buraka Som Sistema gründete sich 2006 in Buraca, einem Stadtteil Amadoras.

## Sport
Die Profi-Fußballmannschaft des CF Estrela Amadora ist der bekannteste Sportverein der Stadt. Er trägt seine Heimspiele im 12.630 Zuschauer fassenden Stadion Estádio José Gomes aus. Nachdem er lange Jahre in der ersten Liga, der Primeira Liga spielte, und 1990 mit der Taça de Portugal sogar den Landespokal gewann, erlebte der Verein in den 2000er Jahren einen Niedergang, der mit der vorübergehenden Komplettsperre nach 2010 einen Tiefpunkt erreichte. Seine Jugendmannschaften nehmen jedoch weiter am Spielbetrieb teil. Weitere Sportarten, die im Verein betrieben werden, sind Tischtennis, Fechten, und Sportangeln. Futsal wird hier inzwischen nicht mehr betrieben.

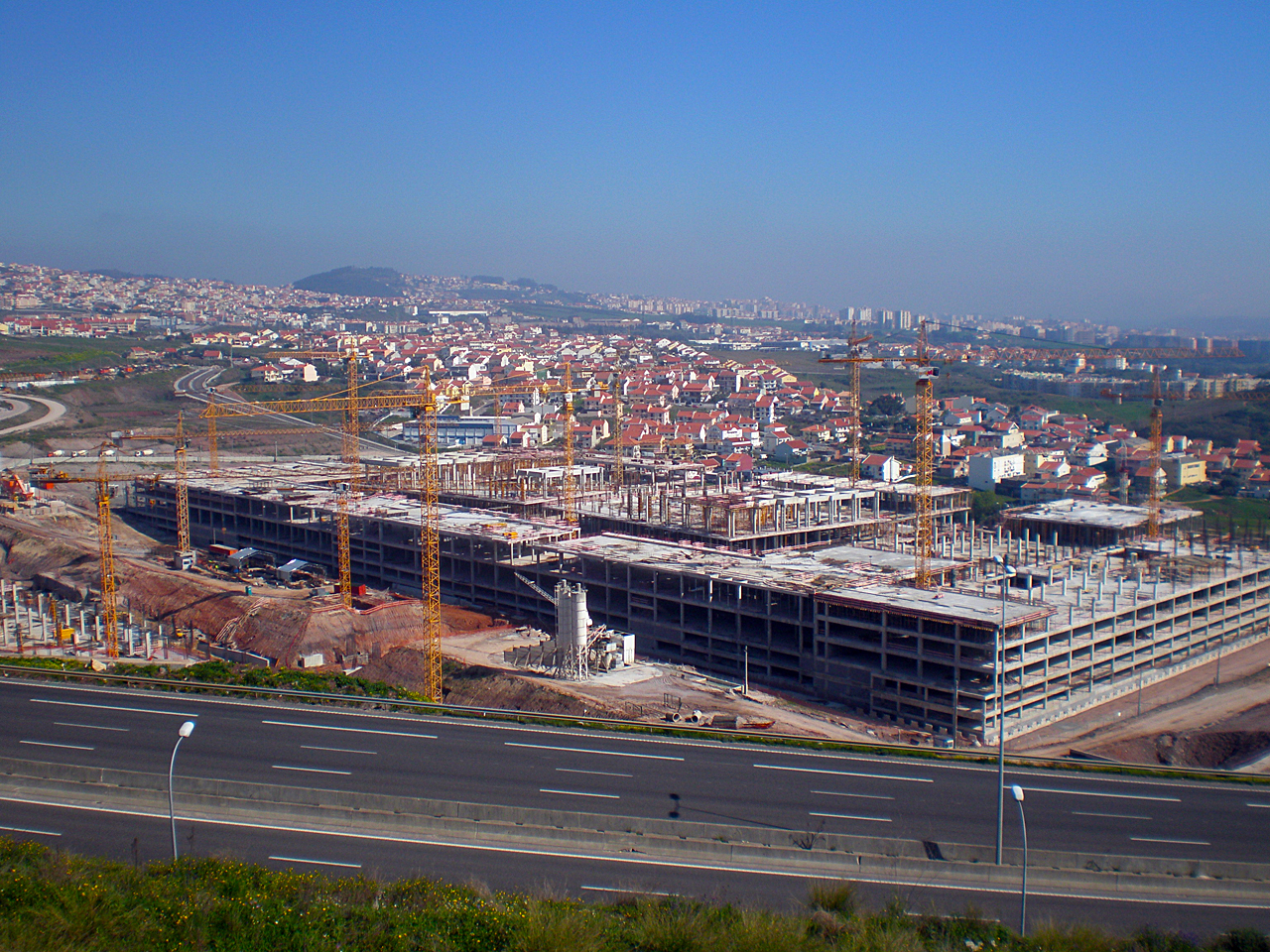
Das Einkaufszentrum Dolce Vita Tejo in seiner Bauphase

## Wirtschaft
Eine Vielzahl Unternehmen sind im Kreis ansässig, darunter Industrie-, Logistik-, Software- und Handelsbetriebe, Verlage (darunter Editorial Caminho), und Einkaufszentren, z. B. IKEA und das mit 122.000 m² zu den größten Einkaufszentren Europas zählende Dolce Vita Tejo. Auch einige Konzerne haben hier ihre portugiesischen Hauptsitze, darunter Siemens und Hoffmann-La Roche.
Amadora war von 1943 bis zur Schließung 2005 Standort des Eisenbahnproduzenten Sorefame.

## Verkehr

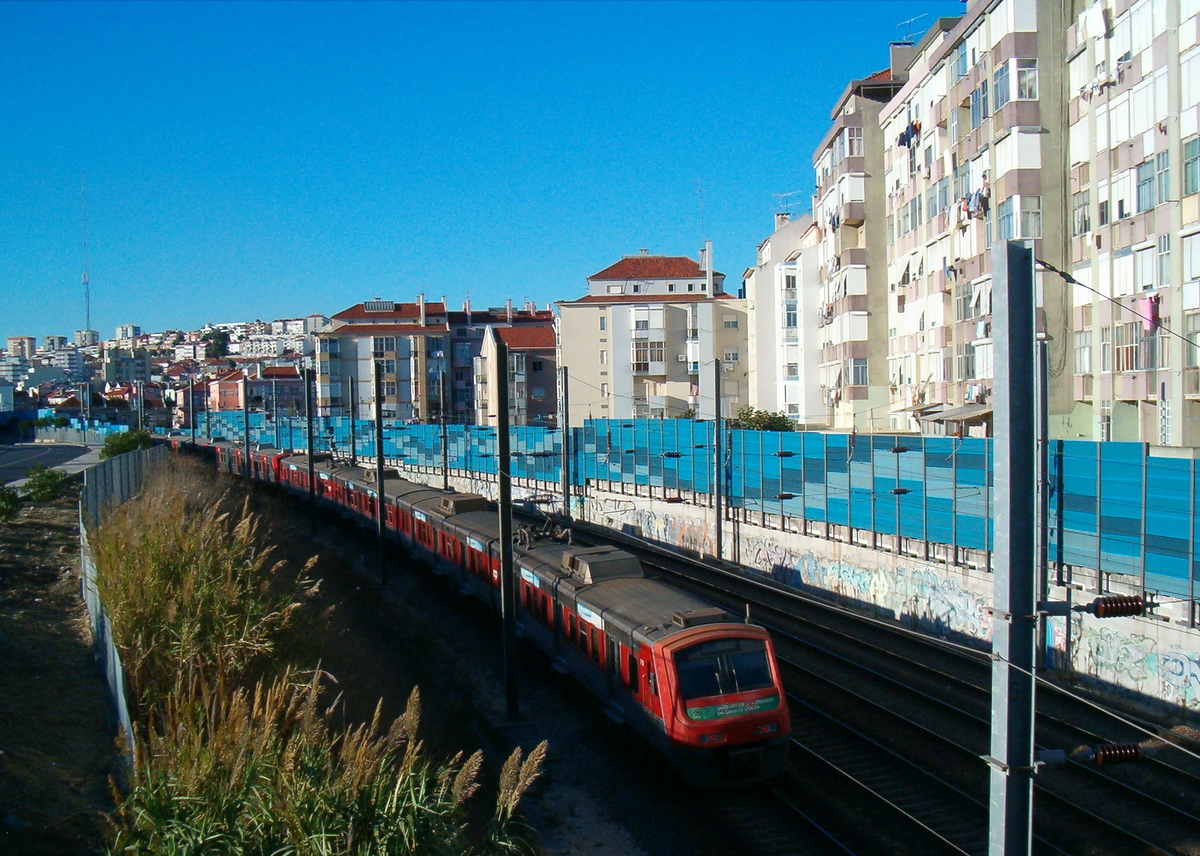
Die S-Bahn Linha de Sintra in Amadora

### Straßenverkehr
Amadora liegt innerhalb eines Dreiecks von drei Fernstraßen: Der IC19 (Lissabon – Sintra), der IC16 (Lissabon – Moinhos da Funcheira) und der Autobahn A9.

### Öffentliche Verkehrsmittel
Amadora liegt an der Linha de Sintra und besitzt an ihr drei Bahnhöfe und Haltestellen: Amadora, Reboleira und Santa Cruz – Damaia. Zudem verkehrt die Linha Azul der Metro Lissabon nach Amadora und endet an der Haltestelle Reboleira. In der Zukunft soll die Linie dann weiter durchs Stadtzentrum (Amadora Centro) hindurch zum Hospital Amadora-Sintra verlängert werden.